# Bavois
Bavois là một đô thị thuộc huyện hành chính Orbe, bang Vaude, Thụy Sĩ. Đô thị này có diện tích 9,2 km2, dân số thời điểm tháng 12 năm 2009 là 733 người.